# Monastère de Bukovo
Le monastère de Bukovo (en serbe cyrillique : Манастир Буково ; en serbe latin : Manastir Bukovo) est un monastère orthodoxe serbe situé près de Negotin, dans le district de Bor et dans la municipalité de Negotin en Serbie. Il est inscrit sur la liste des monuments culturels protégés de la république de Serbie (identifiant no SK 319).

## Historique

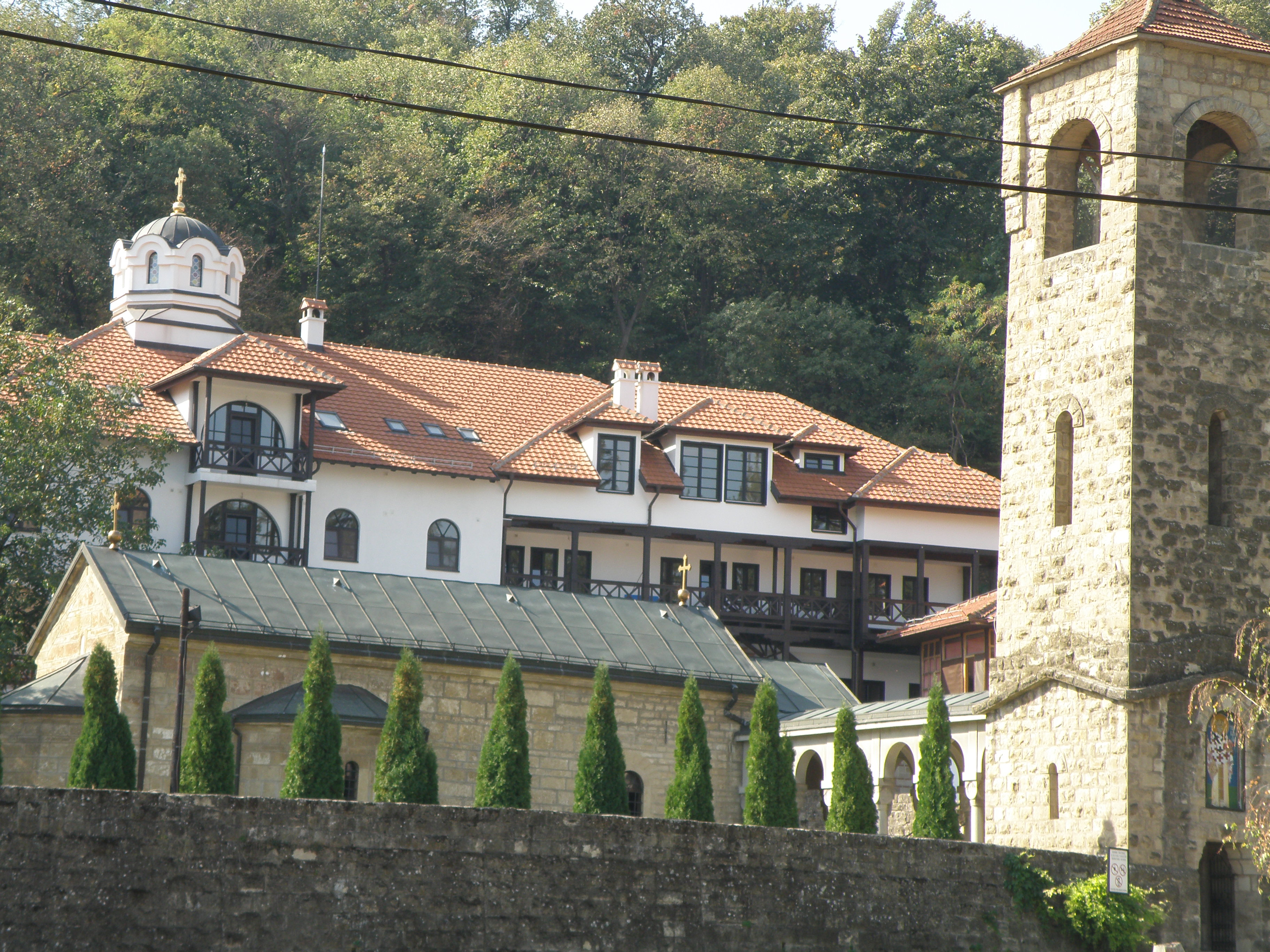
Vue du monastère

Aucun document écrit n'atteste de la date de la fondation du monastère. Selon une tradition, il serait une fondation du roi serbe Stefan Milutin et remonterait à la fin du XIIIe siècle, construit après la victoire du roi sur l'empereur bulgare Ivan Chichman ; selon une seconde tradition, il aurait été fondé par saint Nicodème Tisman, qui a vécu dans la région de la krajina du Timok et, selon une troisième tradition, il aurait été fondé par un noble de l'est de la Serbie au XVe siècle. Au cours de son histoire, le monastère a été plusieurs fois détruit et reconstruit. Après la reconstruction de 1837, le prince serbe Miloš Obrenović a offert deux cloches au monastère et en 1837 y a été érigé un clocher et deux konaks. Un narthex a été ajouté à l'église en 1877.

## Architecture
L'église du monastère s'inscrit dans un plan cruciforme ; elle mesure 18,80 m de long sur 8,55 m de large et s'élève à 6,90 m. Construite en pierre de taille et dépourvue de coupole, elle est constituée d'une nef unique prolongée par une abside et précédée par un narthex de date plus tardive. Par son style, elle se présente comme une variante de l'école moravienne. Son apparence n'a pas significativement changé au cours de l'histoire.

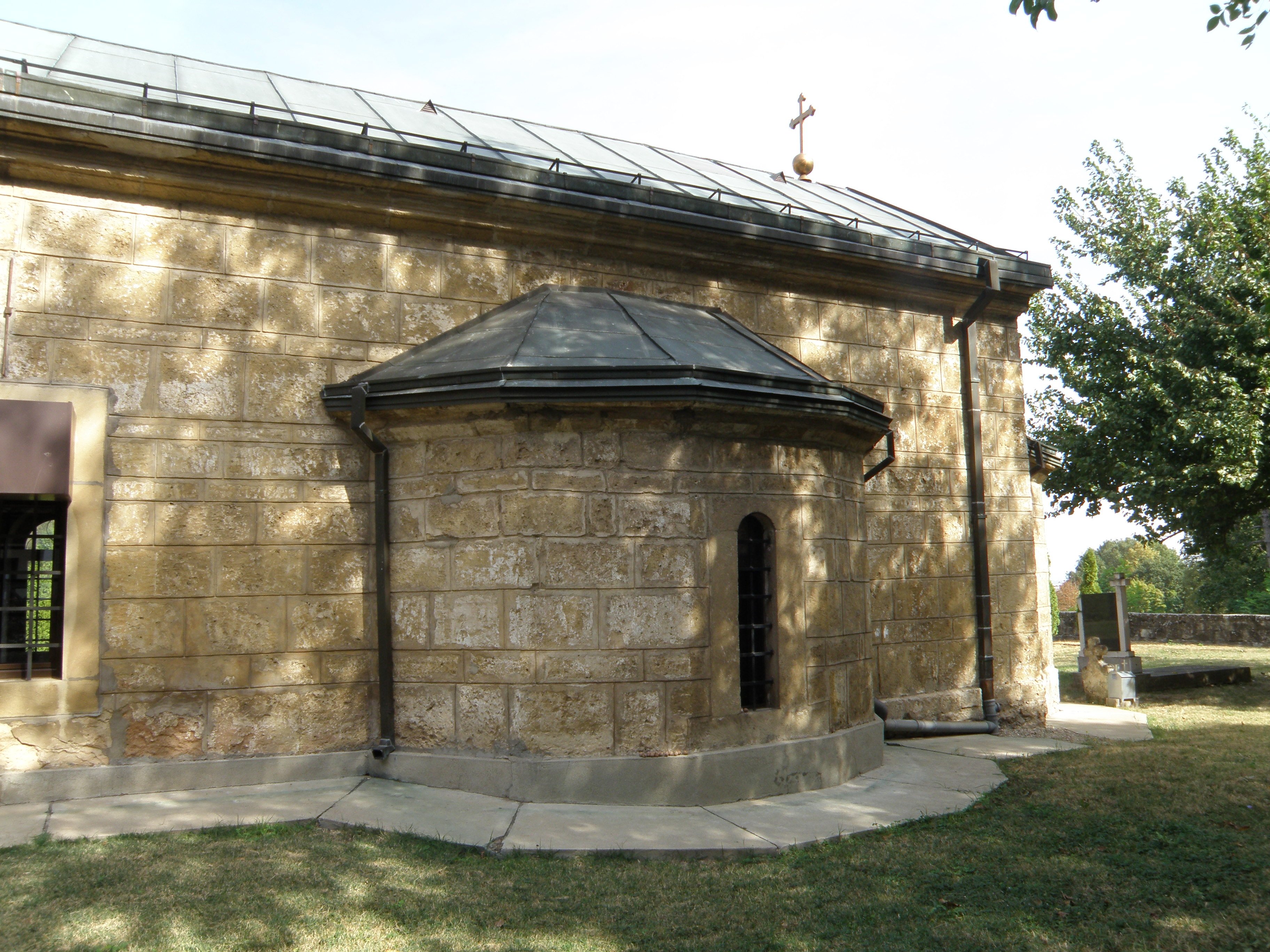
Autre vue de l'église
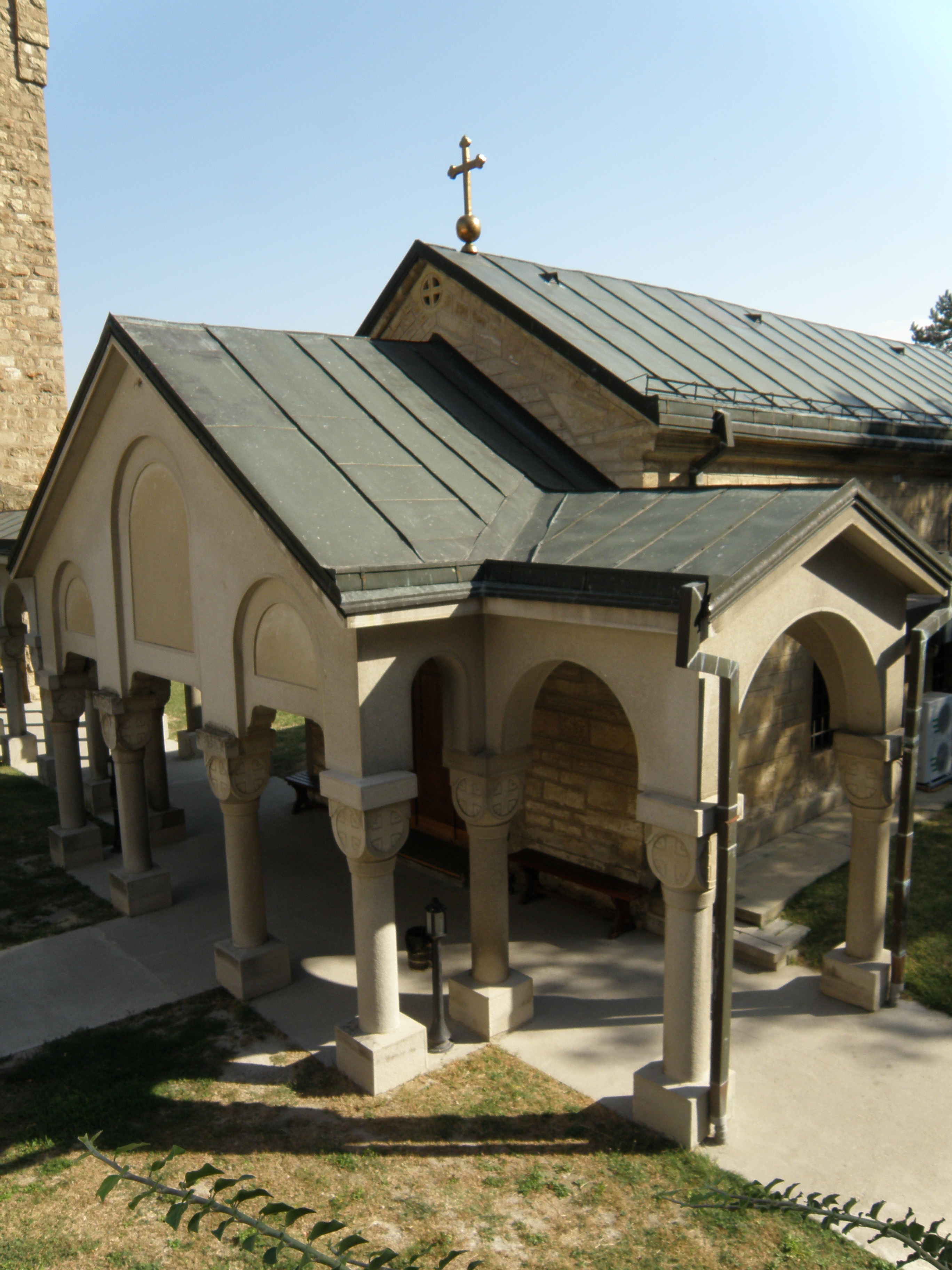
Autre vue de l'église

L'intérieur de l'église est orné de fresques. Les plus anciennes, parfois fragmentaires, datent de 1682 ; elles représentent l'archange saint Michel, les saints Guerriers et, sur la voûte, une représentation de la Mère de Dieu entourée par des Anges. La plupart des fresques subsistant aujourd'hui datent de 1902 et sont l'œuvre de Milisav Marković de Mali Izvor, qui avait déjà peint l'église du monastère de Suvodol en 1892. Marković s'y montre influencé par Steva Todorović et son iconostase de l'église de Zaječar.
L'iconostase, sculptée et dorée en Autriche à la fin du XIXe siècle, a été peinte par Lazar Krdžalić ; une partie de l'ensemble a été repeinte par Pavle Čortanović, qui a enseigné au lycée de Negotin. Les icônes de la vieille iconostase remplacées par Čortanović sont conservées dans la bibliothèque du monastère.

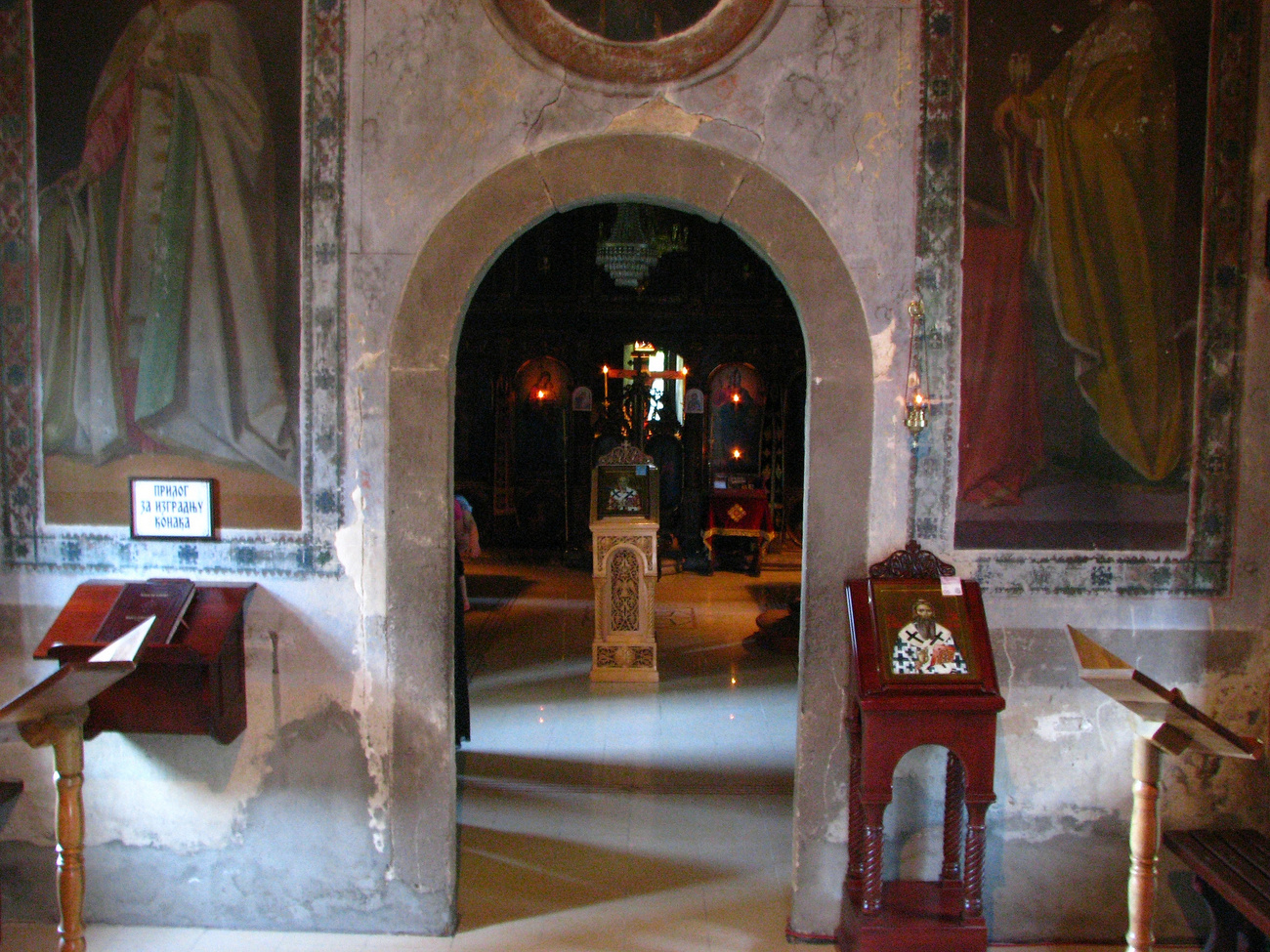
L'intérieur de l'église du monastère

## Autres éléments de l'ensemble monastique

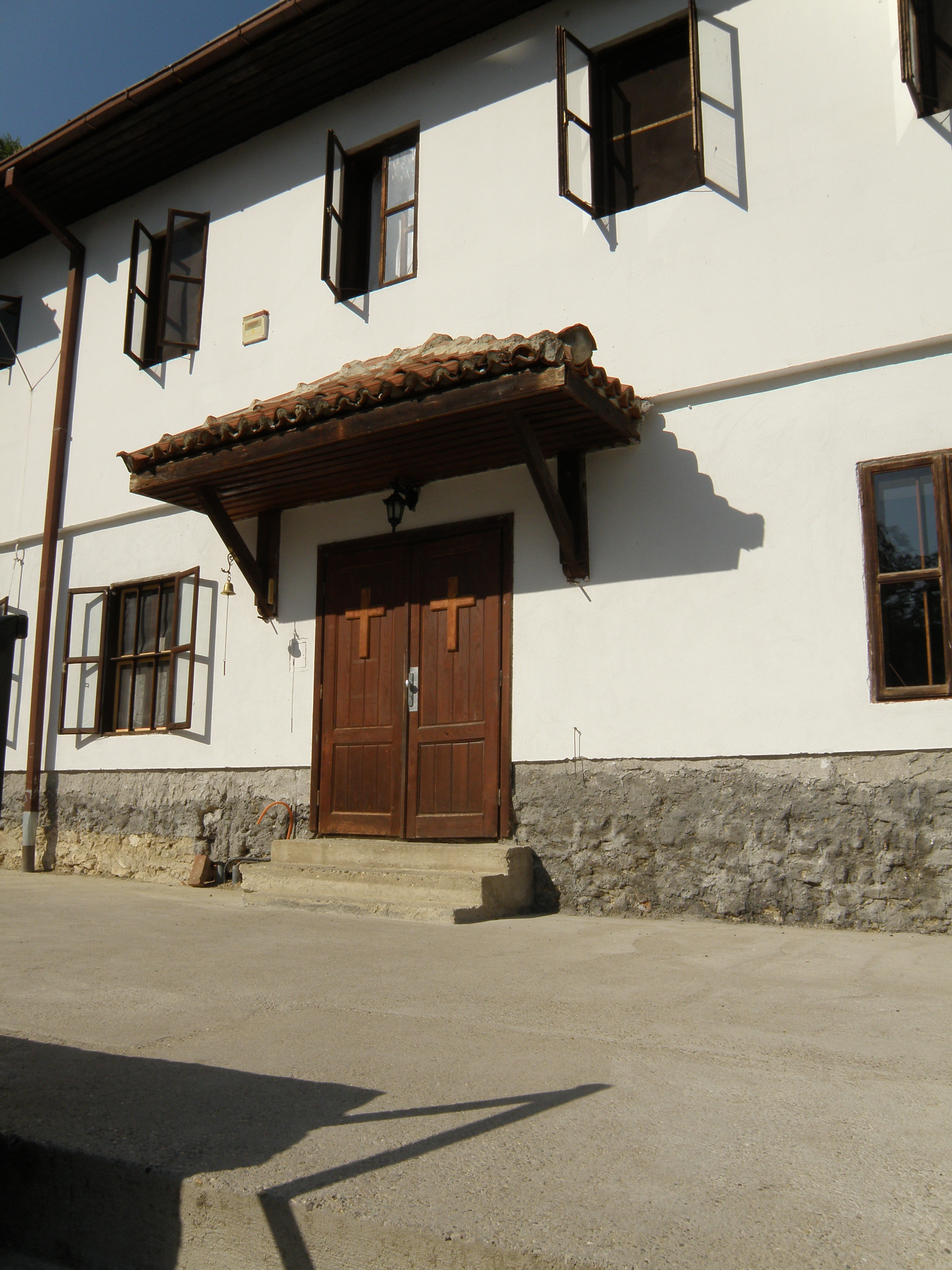
Le vieux konak du monastère
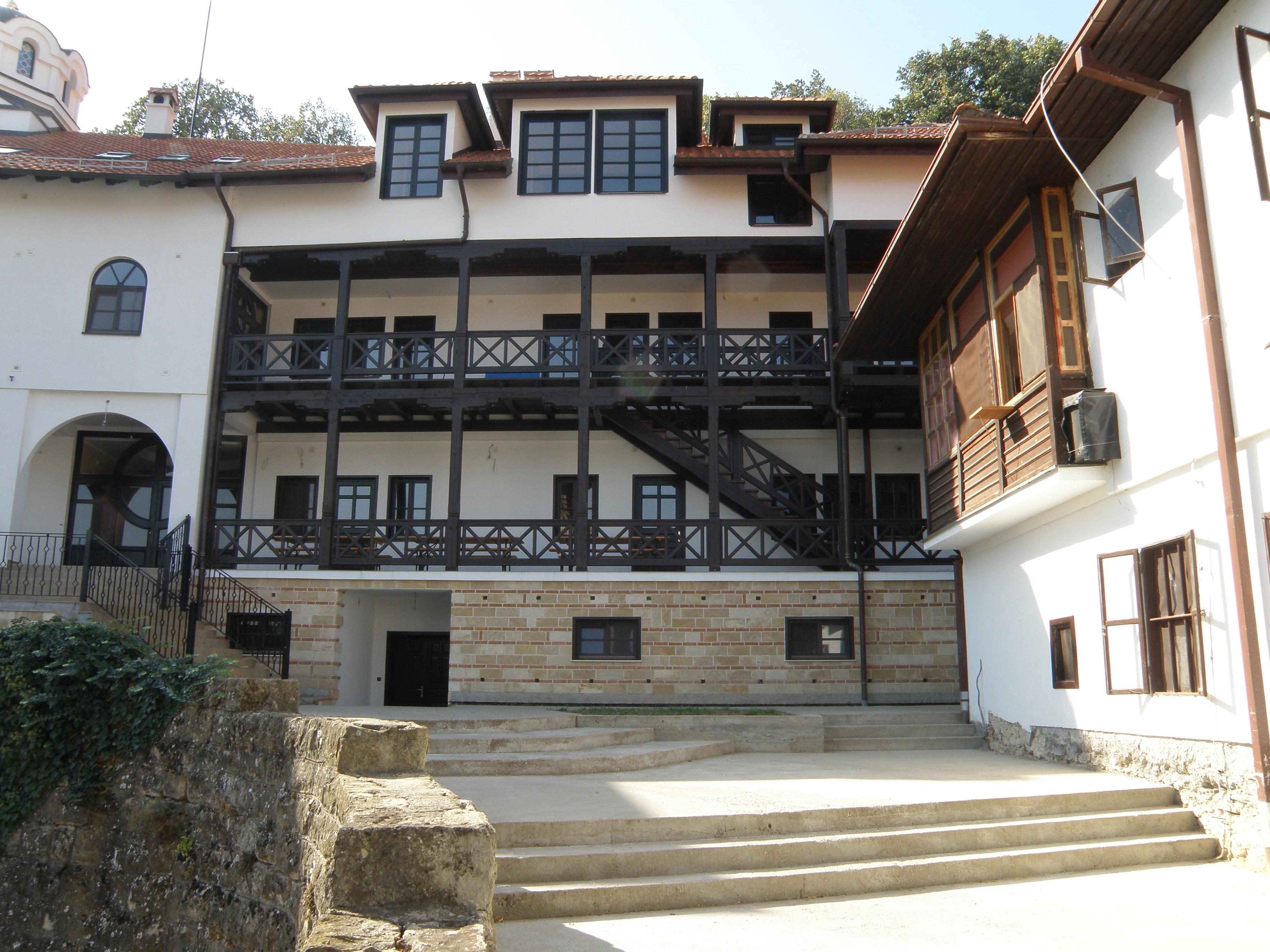
Le nouveau konak du monastère
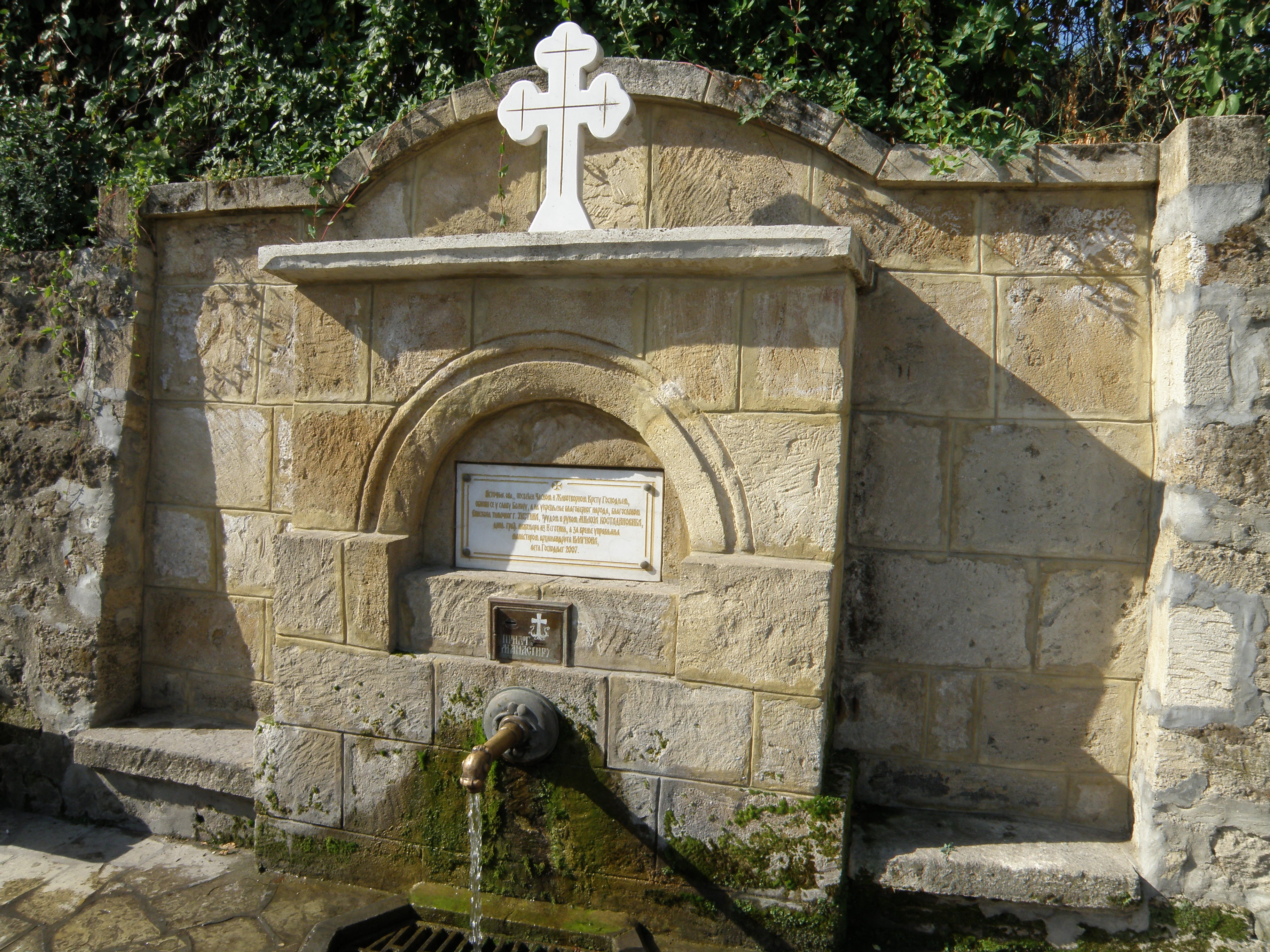
Fontaine dans le monastère
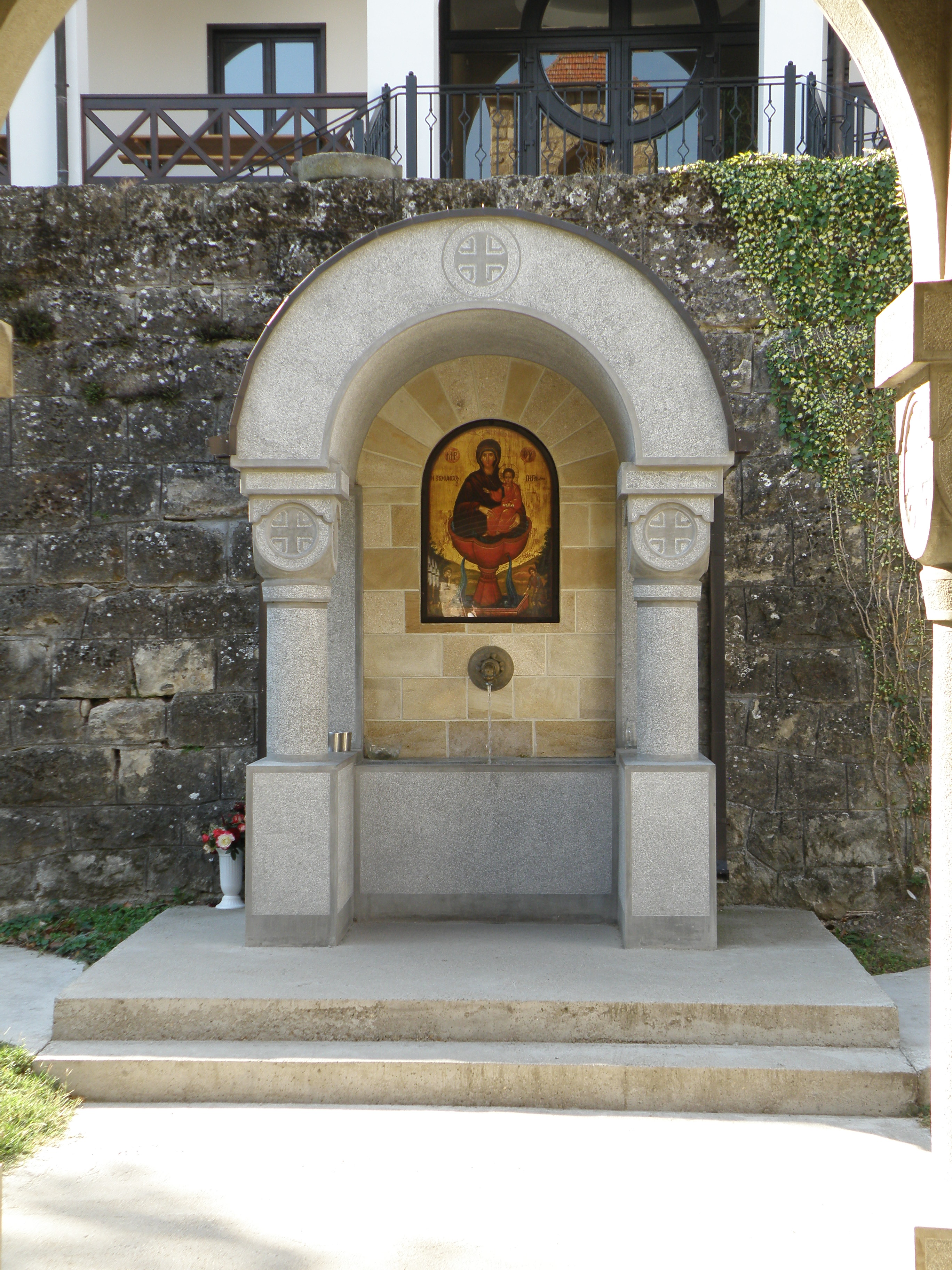
Autre fontaine avec une icône

## Autre
L'écrivain Svetolik Ranković a écrit au monastère son roman Porušeni ideali (Les Idéaux en ruine).